# Lluita als Jocs Olímpics d'estiu de 1904
Als Jocs Olímpics de 1904 es disputaren set proves de lluita amateur, totes elles masculines en estil lliure.
Tots els lluitadors foren dels Estats Units. Fou la primera aparició de la lluita lliure als jocs, ja que l'anterior cop la modalitat que es disputà fou la lluita grecoromana. Per primer cop la competició es dividí en categories per pes.

## Nacions participants
Un total de 42 lluitadors participaren en els Jocs, tots ells americans:
- Estats Units (42)

## Resum de medalles

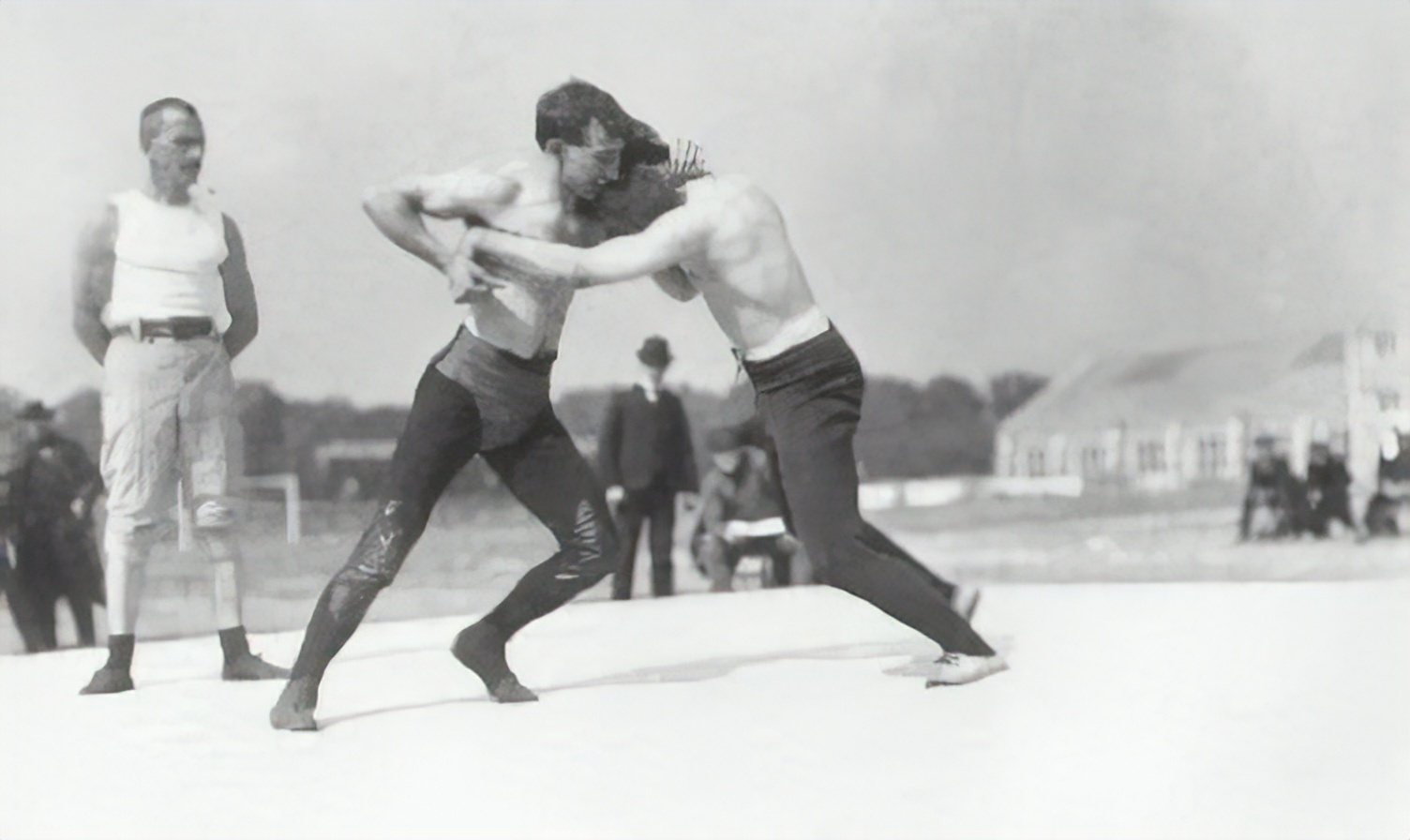
Combat de lluita durant els Jocs Olímpics de 1904.

| Prova                                      | Or                | Argent           | Bronze               |
| Pes minimosca 105 lb (47.6 kg) detalls     | Robert Curry      | John Hein        | Gustav Thiefenthaler |
| Pes mosca 115 lb (52.2 kg) detalls         | George Mehnert    | Gustave Bauer    | William Nelson       |
| Pes gall 125 lb (56.7 kg) detalls          | Isidor Niflot     | August Wester    | Louis Strebler       |
| Pes ploma 135 lb (61.2 kg) detalls         | Benjamin Bradshaw | Theodore McLear  | Charles Clapper      |
| Pes lleuger 145 lb (65.8 kg) detalls       | Otto Roehm        | Rudolph Tesing   | Albert Zirkel        |
| Pes wèlter 158 lb (71.7 kg) detalls        | Charles Ericksen  | William Beckmann | Jerry Winholtz       |
| Pes pesant més de 158 lb (71.7 kg) detalls | Bernhoff Hansen   | Frank Kugler     | Fred Warmbold        |

## Medaller
| Posició | País         | Or | Argent | Bronze | Total |
| 1       | Estats Units | 7  | 7      | 7      | 21    |